# ATP Cup 2020
Pour un article plus général, voir ATP Cup.
Navigation
Édition suivante
L'ATP Cup 2020 est la 1re édition de ce tournoi de tennis professionnel masculin par nations. Cet événement marque le retour dans le calendrier d'une compétition internationale par équipe organisée par l'ATP, ce qui n'était pas arrivé depuis la disparition de la World Team Cup, qui s'est tenue entre 1978 et 2012.

## Règlement
La compétition se déroule sur 10 jours, en Australie. La phase de poules se déroule dans les villes de Brisbane, Sydney et Perth entre le 3 et le 7 janvier 2020 tandis que la phase finale se tient à Sydney du 8 au 12 janvier 2020. Cet événement prend la place dans le calendrier des tournois de Brisbane et Sydney, qui se déroulaient à la même période les années passées.
24 équipes, composées de 3 à 5 joueurs, sont qualifiées. L'Australie reçoit une wild card en tant que nation hôte. Les 18 premières sont dévoilées le 13 septembre 2019 en se basant sur le classement ATP du meilleur joueur de chaque pays la semaine qui suit l'US Open. Les 5 dernières sont annoncées durant le Masters de Londres. Un minimum de 3 joueurs classés à l'ATP, dont deux en simple, est requis pour qu'un pays puisse être éligible. Si une équipe est composée de 5 joueurs, 3 d'entre eux doivent avoir un classement en simple. En dessous de cinq joueurs, deux au minimum doivent avoir un classement en simple.
Durant la compétition, les 24 pays sont divisés en 6 groupes de 4. Les 6 premiers et les 2 meilleurs deuxièmes de chaque poule sont qualifiés pour la phase finale, à élimination directe. Toutes les rencontres se déroulent en 3 matchs (2 simples et 1 double) et 2 sets gagnants.
Chaque pays dispose d'un capitaine, choisi par le joueur numéro 1 en simple de chaque équipe, en consultation avec les membres de son équipe. Le capitaine doit être de la même nationalité du pays qu'il supervise.

## Primes et points
Cette compétition offre des points au classement ATP. Un joueur qui remporterait tous ses matchs en simple, que ce soit durant la phase de poules ou la phase finale, peut gagner jusqu'à 750 points ATP. Un joueur qui remporterait tous ses matchs en double peut, quant à lui, gagner jusqu'à 250 points. Les points en simple sont attribués à chaque victoire en fonction du classement de l'adversaire et du tour. Ceux en double sont seulement attribués à chaque victoire et ne dépendant ni du classement de l'adversaire, ni du tour.

## Faits marquants
On note trois capitaines/joueurs : Gilles Simon (France), Grigor Dimitrov (Bulgarie) et Steve Darcis (Belgique).
On retrouve sept des huit équipes déjà présentes en quart de finale de la nouvelle formule de la Coupe Davis fin 2019, la Belgique a pris la place de l'Allemagne.

## Équipes
Le 13 septembre 2019, le classement des Nations permet de déterminer les 18 premières équipes qualifiées en fonction du classement ATP du meilleur joueur du pays, en plus de l'Australie, nation hôte.
1. Serbie (Novak Djokovic (no 1))
2. Espagne (Rafael Nadal (no 2))
3. Suisse (Roger Federer (no 3))[3]
4. Russie (Daniil Medvedev (no 4))
5. Autriche (Dominic Thiem (no 5))
6. Allemagne (Alexander Zverev (no 6))
7. Grèce (Stéfanos Tsitsipás (no 7))
8. Japon (Kei Nishikori (no 8))
9. Italie (Fabio Fognini (no 11))
10. France (Gaël Monfils (no 12))
11. Belgique (David Goffin (no 14))
12. Croatie (Borna Ćorić (no 15))
13. Argentine (Diego Schwartzman (no 16))
14. Géorgie (Nikoloz Basilashvili (no 17))
15. Afrique du Sud (Kevin Anderson (no 18))
16. États-Unis (John Isner (no 20))
17. Canada (Félix Auger-Aliassime (no 21))
18. Royaume-Uni (Andy Murray (PR))

Après le forfait de la Suisse, les 6 dernières équipes qualifiées sont annoncées le 13 novembre 2019 :
1. Bulgarie (Grigor Dimitrov (no 21))
2. Chili (Cristian Garín (no 33))
3. Pologne (Hubert Hurkacz (no 37))
4. Uruguay (Pablo Cuevas (no 45))
5. Moldavie (Radu Albot (no 46))
6. Norvège (Casper Ruud (no 54))

### Compositions et groupes
| N° | Pays           | Capitaine       | Composition de l'équipe                                                                                    | Résultat |
| -- | -------------- | --------------- | --- | -------- |
| 1  | Serbie         | Nenad Zimonjić  | - Novak Djokovic - Dušan Lajović - Nikola Milojević - Nikola Čačić - Viktor Troicki                        | Victoire |
| 9  | France         | Gilles Simon    | - Gaël Monfils - Benoît Paire - Gilles Simon - Nicolas Mahut - Édouard Roger-Vasselin                      | Poules   |
| 14 | Afrique du Sud | Jeff Coetzee    | - Kevin Anderson - Lloyd Harris - Raven Klaasen - Ruan Roelofse - Khololwam Montsi                         | Poules   |
| 20 | Chili          | Paul Capdeville | - Cristian Garín - Nicolás Jarry - Alejandro Tabilo - Hans Podlipnik-Castillo - Marcelo Tomás Barrios Vera | Poules   |

| N° | Pays    | Capitaine       | Composition de l'équipe                                                                               | Résultat |
| -- | ------- | --------------- | --- | -------- |
| 2  | Espagne | Francisco Roig  | - Rafael Nadal - Roberto Bautista-Agut - Pablo Carreño Busta - Albert Ramos-Viñolas - Feliciano López | Finale   |
| 7  | Japon   | Satoshi Yabushi | - Yoshihito Nishioka - Ben McLachlan - Go Soeda - Toshihide Matsui                                    | Poules   |
| 13 | Géorgie | David Kvernadze | - Nikoloz Basilashvili - Aleksandre Metreveli - George Tsivadze - Aleksandre Bakshi - Zura Tkemaladze | Poules   |
| 22 | Uruguay | Felipe Maccio   | - Pablo Cuevas - Martín Cuevas - Ariel Behar - Juan Martín Fumeaux - Franco Roncadelli                | Poules   |

| N° | Pays        | Capitaine       | Composition de l'équipe                                                                      | Résultat      |
| -- | ----------- | --------------- | -------------------------------------------------------------------------------------------- | ------------- |
| 10 | Belgique    | Steve Darcis    | - David Goffin - Steve Darcis - Kimmer Coppejans - Joran Vliegen - Sander Gillé              | 1/4 de finale |
| 17 | Royaume-Uni | Tim Henman      | - Daniel Evans - Cameron Norrie - Joe Salisbury - Jamie Murray - James Ward                  | 1/4 de finale |
| 19 | Bulgarie    | Grigor Dimitrov | - Grigor Dimitrov - Dimitar Kuzmanov - Alexandar Lazarov - Alexander Donski - Adrian Andreev | Poules        |
| 23 | Moldavie    | Vladimir Albot  | - Radu Albot - Alexander Cozbinov - Alexandru Gozun - Egor Matvievici - Dmitrii Baskov       | Poules        |

| N° | Pays       | Capitaine           | Composition de l'équipe                                                                        | Résultat   |
| -- | ---------- | ------------------- | ---------------------------------------------------------------------------------------------- | ---------- |
| 3  | Russie     | Marat Safin         | - Daniil Medvedev - Karen Khachanov - Teymuraz Gabashvili - Konstantin Kravchuk - Ivan Nedelko | 1/2 finale |
| 8  | Italie     | Vincenzo Santopadre | - Fabio Fognini - Stefano Travaglia - Alessandro Giannessi - Paolo Lorenzi - Simone Bolelli    | Poules     |
| 15 | États-Unis | David Macpherson    | - John Isner - Taylor Fritz - Reilly Opelka - Austin Krajicek - Rajeev Ram                     | Poules     |
| 24 | Norvège    | Christian Ruud      | - Casper Ruud - Viktor Durasovic - Lukas Hellum Lilleengen - Herman Hoeyeraal - Leyton Rivera  | Poules     |

| N° | Pays      | Capitaine        | Composition de l'équipe                                                                     | Résultat      |
| -- | --------- | ---------------- | ------------------------------------------------------------------------------------------- | ------------- |
| 4  | Autriche  | Thomas Muster    | - Dominic Thiem - Dennis Novak - Sebastian Ofner - Jürgen Melzer - Oliver Marach            | Poules        |
| 11 | Croatie   | Luka Kutanjac    | - Borna Ćorić - Marin Čilić - Viktor Galović - Ivan Dodig - Nikola Mektić                   | Poules        |
| 12 | Argentine | Gastón Gaudio    | - Diego Schwartzman - Guido Pella - Juan Ignacio Londero - Máximo González - Andrés Molteni | 1/4 de finale |
| 21 | Pologne   | Marcin Matkowski | - Hubert Hurkacz - Kamil Majchrzak - Kacper Zuk - Łukasz Kubot - Wojciech Marek             | Poules        |

| N° | Pays      | Capitaine           | Composition de l'équipe                                                                                   | Résultat      |
| -- | --------- | ------------------- | --- | ------------- |
| 5  | Allemagne | Boris Becker        | - Alexander Zverev - Jan-Lennard Struff - Mats Moraing - Kevin Krawietz - Andreas Mies                    | Poules        |
| 6  | Grèce     | Apostolos Tsitsipás | - Stéfanos Tsitsipás - Michail Pervolarakis - Markos Kalovelonis - Petros Tsitsipás - Alexandros Skorilas | Poules        |
| 16 | Canada    | Adriano Fuorivia    | - Denis Shapovalov - Félix Auger-Aliassime - Steven Diez - Adil Shamasdin - Peter Polansky                | 1/4 de finale |
| 18 | Australie | Lleyton Hewitt      | - Alex De Minaur - Nick Kyrgios - John Millman - John Peers - Chris Guccione                              | 1/2 finale    |

## Phase de poules
| N° | Rang | Pays           | V - D | Matchs | Sets    | Jeux      |
| -- | ---- | -------------- | ----- | ------ | ------- | --------- |
| 1  | 1    | Serbie         | 3 - 0 | 7 - 2  | 15 - 6  | 114 - 92  |
| 2  | 14   | Afrique du Sud | 2 - 1 | 5 - 4  | 12 - 10 | 102 - 101 |
| 3  | 9    | France         | 1 - 2 | 4 - 5  | 10 - 13 | 110 - 110 |
| 4  | 20   | Chili          | 0 - 3 | 2 - 7  | 6 - 14  | 81 - 104  |

|  | Équipe 1 | Score | Équipe 2 |  |
|  | France   | 2 – 1 | Chili    |  |

| Ordre des matchs | Joueurs                                | Points au premier set | Points au second set | Points au troisième set |
| ---------------- | -------------------------------------- | --------------------- | -------------------- | ----------------------- |
| 1                | Benoît Paire                           | 63                    | 6                    | 6                       |
| 1                | Nicolás Jarry                          | 7                     | 3                    | 3                       |
|                  |                                        |                       |                      |                         |
| 2                | Gaël Monfils                           | 6                     | 7                    |                         |
| 2                | Cristian Garín                         | 3                     | 5                    |                         |
|                  |                                        |                       |                      |                         |
| 3                | Nicolas Mahut - Édouard Roger-Vasselin | 5                     | 2                    |                         |
| 3                | Cristian Garín - Nicolás Jarry         | 7                     | 6                    |                         |

|  | Équipe 1 | Score | Équipe 2       |  |
|  | Serbie   | 3 – 0 | Afrique du Sud |  |

| Ordre des matchs | Joueurs                       | Points au premier set | Points au second set | Points au troisième set |
| ---------------- | ----------------------------- | --------------------- | -------------------- | ----------------------- |
| 1                | Dušan Lajović                 | 3                     | 7                    | 6                       |
| 1                | Lloyd Harris                  | 6                     | 64                   | 3                       |
|                  |                               |                       |                      |                         |
| 2                | Novak Djokovic                | 7                     | 7                    |                         |
| 2                | Kevin Anderson                | 65                    | 6                    |                         |
|                  |                               |                       |                      |                         |
| 3                | Nikola Čačić - Viktor Troicki | 6                     | 6                    |                         |
| 3                | Raven Klaasen - Ruan Roelofse | 3                     | 2                    |                         |

|  | Équipe 1       | Score | Équipe 2 |  |
|  | Afrique du Sud | 3 – 0 | Chili    |  |

| Ordre des matchs | Joueurs                        | Points au premier set | Points au second set | Points au troisième set |
| ---------------- | ------------------------------ | --------------------- | -------------------- | ----------------------- |
| 1                | Lloyd Harris                   | 6                     | 6                    |                         |
| 1                | Nicolás Jarry                  | 4                     | 4                    |                         |
|                  |                                |                       |                      |                         |
| 2                | Kevin Anderson                 | 6                     | 6                    |                         |
| 2                | Cristian Garín                 | 0                     | 3                    |                         |
|                  |                                |                       |                      |                         |
| 3                | Raven Klaasen - Ruan Roelofse  | 1                     | 6                    | [10]                    |
| 3                | Cristian Garín - Nicolás Jarry | 6                     | 3                    | [7]                     |

|  | Équipe 1 | Score | Équipe 2 |  |
|  | Serbie   | 2 – 1 | France   |  |

| Ordre des matchs | Joueurs                                | Points au premier set | Points au second set | Points au troisième set |
| ---------------- | -------------------------------------- | --------------------- | -------------------- | ----------------------- |
| 1                | Dušan Lajović                          | 2                     | 7                    | 4                       |
| 1                | Benoît Paire                           | 6                     | 6                    | 6                       |
|                  |                                        |                       |                      |                         |
| 2                | Novak Djokovic                         | 6                     | 6                    |                         |
| 2                | Gaël Monfils                           | 3                     | 2                    |                         |
|                  |                                        |                       |                      |                         |
| 3                | Novak Djokovic - Viktor Troicki        | 6                     | 65                   | [10]                    |
| 3                | Nicolas Mahut - Édouard Roger-Vasselin | 3                     | 7                    | [3]                     |

|  | Équipe 1 | Score | Équipe 2 |  |
|  | Serbie   | 2 – 1 | Chili    |  |

| Ordre des matchs | Joueurs                          | Points au premier set | Points au second set | Points au troisième set |
| ---------------- | -------------------------------- | --------------------- | -------------------- | ----------------------- |
| 1                | Dušan Lajović                    | 6                     | 7                    |                         |
| 1                | Nicolás Jarry                    | 2                     | 63                   |                         |
|                  |                                  |                       |                      |                         |
| 2                | Novak Djokovic                   | 6                     | 6                    |                         |
| 2                | Cristian Garín                   | 3                     | 3                    |                         |
|                  |                                  |                       |                      |                         |
| 3                | Nikola Čačić - Viktor Troicki    | 3                     | 62                   |                         |
| 3                | Nicolás Jarry - Alejandro Tabilo | 6                     | 7                    |                         |

|  | Équipe 1 | Score | Équipe 2       |  |
|  | France   | 1 – 2 | Afrique du Sud |  |

| Ordre des matchs | Joueurs                                | Points au premier set | Points au second set | Points au troisième set |
| ---------------- | -------------------------------------- | --------------------- | -------------------- | ----------------------- |
| 1                | Gilles Simon                           | 2                     | 6                    | 6                       |
| 1                | Lloyd Harris                           | 6                     | 2                    | 2                       |
|                  |                                        |                       |                      |                         |
| 2                | Benoît Paire                           | 6                     | 61                   | 65                      |
| 2                | Kevin Anderson                         | 2                     | 7                    | 7                       |
|                  |                                        |                       |                      |                         |
| 3                | Nicolas Mahut - Édouard Roger-Vasselin | 3                     | 4                    |                         |
| 3                | Raven Klaasen - Ruan Roelofse          | 6                     | 6                    |                         |

| N° | Rang | Pays    | V - D | Matchs | Sets   | Jeux     |
| -- | ---- | ------- | ----- | ------ | ------ | -------- |
| 1  | 2    | Espagne | 3 - 0 | 9 - 0  | 18 - 2 | 108 - 56 |
| 1  | 7    | Japon   | 2 - 1 | 5 - 4  | 11 - 9 | 99 - 80  |
| 3  | 13   | Géorgie | 1 - 2 | 3 - 6  | 7 - 13 | 72 - 100 |
| 3  | 22   | Uruguay | 0 - 3 | 1 - 8  | 4 - 16 | 57 - 100 |

|  | Équipe 1 | Score | Équipe 2 |  |
|  | Japon    | 3 – 0 | Uruguay  |  |

| Ordre des matchs | Joueurs                          | Points au premier set | Points au second set | Points au troisième set |
| ---------------- | -------------------------------- | --------------------- | -------------------- | ----------------------- |
| 1                | Go Soeda                         | 6                     | 6                    |                         |
| 1                | Martín Cuevas                    | 1                     | 3                    |                         |
|                  |                                  |                       |                      |                         |
| 2                | Yoshihito Nishioka               | 6                     | 6                    |                         |
| 2                | Pablo Cuevas                     | 0                     | 1                    |                         |
|                  |                                  |                       |                      |                         |
| 3                | Toshihide Matsui - Ben McLachlan | 7                     | 6                    |                         |
| 3                | Martín Cuevas - Pablo Cuevas     | 65                    | 4                    |                         |

|  | Équipe 1 | Score | Équipe 2 |  |
|  | Espagne  | 3 – 0 | Géorgie  |  |

| Ordre des matchs | Joueurs                               | Points au premier set | Points au second set | Points au troisième set |
| ---------------- | ------------------------------------- | --------------------- | -------------------- | ----------------------- |
| 1                | Roberto Bautista-Agut                 | 6                     | 6                    |                         |
| 1                | Aleksandre Metreveli                  | 0                     | 0                    |                         |
|                  |                                       |                       |                      |                         |
| 2                | Rafael Nadal                          | 6                     | 7                    |                         |
| 2                | Nikoloz Basilashvili                  | 3                     | 5                    |                         |
|                  |                                       |                       |                      |                         |
| 3                | Pablo Carreño Busta - Feliciano López | 6                     | 6                    |                         |
| 3                | Aleksandre Bakshi - George Tsivadze   | 3                     | 4                    |                         |

|  | Équipe 1 | Score | Équipe 2 |  |
|  | Japon    | 2 – 1 | Géorgie  |  |

| Ordre des matchs | Joueurs                             | Points au premier set | Points au second set | Points au troisième set |
| ---------------- | ----------------------------------- | --------------------- | -------------------- | ----------------------- |
| 1                | Go Soeda                            | 4                     | 6                    | 6                       |
| 1                | Aleksandre Metreveli                | 6                     | 3                    | 2                       |
|                  |                                     |                       |                      |                         |
| 2                | Yoshihito Nishioka                  | 6                     | 6                    |                         |
| 2                | Nikoloz Basilashvili                | 2                     | 3                    |                         |
|                  |                                     |                       |                      |                         |
| 3                | Toshihide Matsui - Ben McLachlan    | 2                     | 4                    |                         |
| 3                | Aleksandre Bakshi - Zura Tkemaladze | 6                     | 6                    |                         |

|  | Équipe 1 | Score | Équipe 2 |  |
|  | Espagne  | 3 – 0 | Uruguay  |  |

| Ordre des matchs | Joueurs                               | Points au premier set | Points au second set | Points au troisième set |
| ---------------- | ------------------------------------- | --------------------- | -------------------- | ----------------------- |
| 1                | Roberto Bautista-Agut                 | 6                     | 6                    |                         |
| 1                | Franco Roncadelli                     | 1                     | 2                    |                         |
|                  |                                       |                       |                      |                         |
| 2                | Rafael Nadal                          | 6                     | 6                    |                         |
| 2                | Pablo Cuevas                          | 2                     | 1                    |                         |
|                  |                                       |                       |                      |                         |
| 3                | Pablo Carreño Busta - Feliciano López | 6                     | 3                    | [10]                    |
| 3                | Ariel Behar - Juan Martín Fumeaux     | 1                     | 6                    | [3]                     |

|  | Équipe 1 | Score | Équipe 2 |  |
|  | Espagne  | 3 – 0 | Japon    |  |

| Ordre des matchs | Joueurs                            | Points au premier set | Points au second set | Points au troisième set |
| ---------------- | ---------------------------------- | --------------------- | -------------------- | ----------------------- |
| 1                | Roberto Bautista-Agut              | 6                     | 6                    |                         |
| 1                | Go Soeda                           | 2                     | 4                    |                         |
|                  |                                    |                       |                      |                         |
| 2                | Rafael Nadal                       | 7                     | 6                    |                         |
| 2                | Yoshihito Nishioka                 | 64                    | 4                    |                         |
|                  |                                    |                       |                      |                         |
| 3                | Pablo Carreño Busta - Rafael Nadal | 7                     | 4                    | [10]                    |
| 3                | Ben McLachlan - Go Soeda           | 65                    | 6                    | [6]                     |

|  | Équipe 1 | Score | Équipe 2 |  |
|  | Géorgie  | 2 – 1 | Uruguay  |  |

| Ordre des matchs | Joueurs                                  | Points au premier set | Points au second set | Points au troisième set |
| ---------------- | ---------------------------------------- | --------------------- | -------------------- | ----------------------- |
| 1                | Aleksandre Metreveli                     | 6                     | 6                    |                         |
| 1                | Franco Roncadelli                        | 2                     | 1                    |                         |
|                  |                                          |                       |                      |                         |
| 2                | Nikoloz Basilashvili                     | 6                     | 1                    | 6                       |
| 2                | Pablo Cuevas                             | 4                     | 6                    | 4                       |
|                  |                                          |                       |                      |                         |
| 3                | Aleksandre Bakshi - Aleksandre Metreveli | 2                     | 2                    |                         |
| 3                | Ariel Behar - Pablo Cuevas               | 6                     | 6                    |                         |

| N° | Rang | Pays        | V - D | Matchs | Sets    | Jeux     |
| -- | ---- | ----------- | ----- | ------ | ------- | -------- |
| 1  | 17   | Royaume-Uni | 2 - 1 | 6 - 3  | 14 - 7  | 106 - 80 |
| 2  | 10   | Belgique    | 2 - 1 | 6 - 3  | 12 - 10 | 103 - 97 |
| 3  | 19   | Bulgarie    | 2 - 1 | 5 - 4  | 13 - 10 | 105 - 92 |
| 4  | 23   | Moldavie    | 0 - 3 | 1 - 8  | 4 - 16  | 71 - 116 |

|  | Équipe 1 | Score | Équipe 2 |  |
|  | Belgique | 3 – 0 | Moldavie |  |

| Ordre des matchs | Joueurs                         | Points au premier set | Points au second set | Points au troisième set |
| ---------------- | ------------------------------- | --------------------- | -------------------- | ----------------------- |
| 1                | Steve Darcis                    | 6                     | 64                   | 7                       |
| 1                | Alexander Cozbinov              | 4                     | 7                    | 5                       |
|                  |                                 |                       |                      |                         |
| 2                | David Goffin                    | 6                     | 6                    |                         |
| 2                | Radu Albot                      | 4                     | 1                    |                         |
|                  |                                 |                       |                      |                         |
| 3                | Sander Gillé - Joran Vliegen    | 65                    | 7                    | [11]                    |
| 3                | Radu Albot - Alexander Cozbinov | 7                     | 64                   | [9]                     |

|  | Équipe 1    | Score | Équipe 2 |  |
|  | Royaume-Uni | 1 – 2 | Bulgarie |  |

| Ordre des matchs | Joueurs                             | Points au premier set | Points au second set | Points au troisième set |
| ---------------- | ----------------------------------- | --------------------- | -------------------- | ----------------------- |
| 1                | Cameron Norrie                      | 6                     | 3                    | 6                       |
| 1                | Dimitar Kuzmanov                    | 2                     | 6                    | 2                       |
|                  |                                     |                       |                      |                         |
| 2                | Daniel Evans                        | 6                     | 4                    | 1                       |
| 2                | Grigor Dimitrov                     | 2                     | 6                    | 6                       |
|                  |                                     |                       |                      |                         |
| 3                | Jamie Murray - Joe Salisbury        | 65                    | 7                    | [9]                     |
| 3                | Grigor Dimitrov - Alexandar Lazarov | 7                     | 62                   | [11]                    |

|  | Équipe 1 | Score | Équipe 2 |  |
|  | Bulgarie | 2 – 1 | Moldavie |  |

| Ordre des matchs | Joueurs                             | Points au premier set | Points au second set | Points au troisième set |
| ---------------- | ----------------------------------- | --------------------- | -------------------- | ----------------------- |
| 1                | Dimitar Kuzmanov                    | 6                     | 7                    |                         |
| 1                | Alexander Cozbinov                  | 1                     | 5                    |                         |
|                  |                                     |                       |                      |                         |
| 2                | Grigor Dimitrov                     | 6                     | 6                    |                         |
| 2                | Radu Albot                          | 2                     | 3                    |                         |
|                  |                                     |                       |                      |                         |
| 3                | Grigor Dimitrov - Alexandar Lazarov | 4                     | 64                   |                         |
| 3                | Radu Albot - Alexander Cozbinov     | 6                     | 7                    |                         |

|  | Équipe 1 | Score | Équipe 2    |  |
|  | Belgique | 1 – 2 | Royaume-Uni |  |

| Ordre des matchs | Joueurs                      | Points au premier set | Points au second set | Points au troisième set |
| ---------------- | ---------------------------- | --------------------- | -------------------- | ----------------------- |
| 1                | Steve Darcis                 | 6                     | 6                    |                         |
| 1                | Cameron Norrie               | 2                     | 4                    |                         |
|                  |                              |                       |                      |                         |
| 2                | David Goffin                 | 4                     | 4                    |                         |
| 2                | Daniel Evans                 | 6                     | 6                    |                         |
|                  |                              |                       |                      |                         |
| 3                | Sander Gillé - Joran Vliegen | 3                     | 67                   |                         |
| 3                | Jamie Murray - Joe Salisbury | 6                     | 7                    |                         |

|  | Équipe 1    | Score | Équipe 2 |  |
|  | Royaume-Uni | 3 – 0 | Moldavie |  |

| Ordre des matchs | Joueurs                         | Points au premier set | Points au second set | Points au troisième set |
| ---------------- | ------------------------------- | --------------------- | -------------------- | ----------------------- |
| 1                | Cameron Norrie                  | 6                     | 6                    |                         |
| 1                | Alexander Cozbinov              | 2                     | 2                    |                         |
|                  |                                 |                       |                      |                         |
| 2                | Daniel Evans                    | 6                     | 6                    |                         |
| 2                | Radu Albot                      | 2                     | 2                    |                         |
|                  |                                 |                       |                      |                         |
| 3                | Jamie Murray - Joe Salisbury    | 6                     | 6                    |                         |
| 3                | Radu Albot - Alexander Cozbinov | 2                     | 3                    |                         |

|  | Équipe 1 | Score | Équipe 2 |  |
|  | Belgique | 2 – 1 | Bulgarie |  |

| Ordre des matchs | Joueurs                            | Points au premier set | Points au second set | Points au troisième set |
| ---------------- | ---------------------------------- | --------------------- | -------------------- | ----------------------- |
| 1                | Steve Darcis                       | 0                     | 3                    |                         |
| 1                | Dimitar Kuzmanov                   | 6                     | 6                    |                         |
|                  |                                    |                       |                      |                         |
| 2                | David Goffin                       | 4                     | 6                    | 6                       |
| 2                | Grigor Dimitrov                    | 6                     | 2                    | 2                       |
|                  |                                    |                       |                      |                         |
| 3                | Sander Gillé - Joran Vliegen       | 3                     | 6                    | [10]                    |
| 3                | Grigor Dimitrov - Dimitar Kuzmanov | 6                     | 4                    | [7]                     |

| N° | Rang | Pays       | V - D | Matchs | Sets   | Jeux      |
| -- | ---- | ---------- | ----- | ------ | ------ | --------- |
| 1  | 3    | Russie     | 3 - 0 | 8 - 1  | 16 - 4 | 111 - 75  |
| 2  | 8    | Italie     | 2 - 1 | 5 - 4  | 11 - 9 | 94 - 94   |
| 3  | 24   | Norvège    | 1 - 2 | 3 - 6  | 6 - 14 | 80 - 106  |
| 4  | 15   | États-Unis | 0 - 3 | 2 - 7  | 8 - 14 | 100 - 110 |

|  | Équipe 1   | Score | Équipe 2 |  |
|  | États-Unis | 1 – 2 | Norvège  |  |

| Ordre des matchs | Joueurs                        | Points au premier set | Points au second set | Points au troisième set |
| ---------------- | ------------------------------ | --------------------- | -------------------- | ----------------------- |
| 1                | Taylor Fritz                   | 6                     | 6                    |                         |
| 1                | Viktor Durasovic               | 2                     | 2                    |                         |
|                  |                                |                       |                      |                         |
| 2                | John Isner                     | 7                     | 610                  | 5                       |
| 2                | Casper Ruud                    | 63                    | 7                    | 7                       |
|                  |                                |                       |                      |                         |
| 3                | Austin Krajicek - Rajeev Ram   | 6                     | 3                    | [5]                     |
| 3                | Viktor Durasovic - Casper Ruud | 4                     | 6                    | [10]                    |

|  | Équipe 1 | Score | Équipe 2 |  |
|  | Russie   | 3 – 0 | Italie   |  |

| Ordre des matchs | Joueurs                           | Points au premier set | Points au second set | Points au troisième set |
| ---------------- | --------------------------------- | --------------------- | -------------------- | ----------------------- |
| 1                | Karen Khachanov                   | 7                     | 6                    |                         |
| 1                | Stefano Travaglia                 | 5                     | 3                    |                         |
|                  |                                   |                       |                      |                         |
| 2                | Daniil Medvedev                   | 1                     | 6                    | 6                       |
| 2                | Fabio Fognini                     | 6                     | 1                    | 3                       |
|                  |                                   |                       |                      |                         |
| 3                | Karen Khachanov - Daniil Medvedev | 6                     | 6                    |                         |
| 3                | Simone Bolelli - Paolo Lorenzi    | 4                     | 3                    |                         |

|  | Équipe 1 | Score | Équipe 2 |  |
|  | Italie   | 2 – 1 | Norvège  |  |

| Ordre des matchs | Joueurs                        | Points au premier set | Points au second set | Points au troisième set |
| ---------------- | ------------------------------ | --------------------- | -------------------- | ----------------------- |
| 1                | Stefano Travaglia              | 6                     | 6                    |                         |
| 1                | Viktor Durasovic               | 1                     | 1                    |                         |
|                  |                                |                       |                      |                         |
| 2                | Fabio Fognini                  | 2                     | 2                    |                         |
| 2                | Casper Ruud                    | 6                     | 6                    |                         |
|                  |                                |                       |                      |                         |
| 3                | Simone Bolelli - Fabio Fognini | 6                     | 7                    |                         |
| 3                | Viktor Durasovic - Casper Ruud | 3                     | 63                   |                         |

|  | Équipe 1 | Score | Équipe 2   |  |
|  | Russie   | 2 – 1 | États-Unis |  |

| Ordre des matchs | Joueurs                          | Points au premier set | Points au second set | Points au troisième set |
| ---------------- | -------------------------------- | --------------------- | -------------------- | ----------------------- |
| 1                | Karen Khachanov                  | 3                     | 7                    | 6                       |
| 1                | Taylor Fritz                     | 6                     | 5                    | 1                       |
|                  |                                  |                       |                      |                         |
| 2                | Daniil Medvedev                  | 6                     | 6                    |                         |
| 2                | John Isner                       | 3                     | 1                    |                         |
|                  |                                  |                       |                      |                         |
| 3                | Karen Khachanov- Daniil Medvedev | 3                     | 4                    |                         |
| 3                | Austin Krajicek - Rajeev Ram     | 6                     | 6                    |                         |

|  | Équipe 1 | Score | Équipe 2 |  |
|  | Russie   | 3 – 0 | Norvège  |  |

| Ordre des matchs | Joueurs                                   | Points au premier set | Points au second set | Points au troisième set |
| ---------------- | ----------------------------------------- | --------------------- | -------------------- | ----------------------- |
| 1                | Karen Khachanov                           | 6                     | 6                    |                         |
| 1                | Viktor Durasovic                          | 2                     | 1                    |                         |
|                  |                                           |                       |                      |                         |
| 2                | Daniil Medvedev                           | 6                     | 7                    |                         |
| 2                | Casper Ruud                               | 3                     | 6                    |                         |
|                  |                                           |                       |                      |                         |
| 3                | Teymuraz Gabashvili - Konstantin Kravchuk | 7                     | 6                    |                         |
| 3                | Viktor Durasovic - Casper Ruud            | 64                    | 4                    |                         |

|  | Équipe 1 | Score | Équipe 2   |  |
|  | Italie   | 3 – 0 | États-Unis |  |

| Ordre des matchs | Joueurs                        | Points au premier set | Points au second set | Points au troisième set |
| ---------------- | ------------------------------ | --------------------- | -------------------- | ----------------------- |
| 1                | Stefano Travaglia              | 7                     | 7                    |                         |
| 1                | Taylor Fritz                   | 63                    | 61                   |                         |
|                  |                                |                       |                      |                         |
| 2                | Fabio Fognini                  | 6                     | 7                    |                         |
| 2                | John Isner                     | 4                     | 65                   |                         |
|                  |                                |                       |                      |                         |
| 3                | Simone Bolelli - Fabio Fognini | 6                     | 65                   | [10]                    |
| 3                | Austin Krajicek - Rajeev Ram   | 4                     | 7                    | [3]                     |

| N° | Rang | Pays      | V - D | Matchs | Sets    | Jeux      |
| -- | ---- | --------- | ----- | ------ | ------- | --------- |
| 1  | 12   | Argentine | 2 - 1 | 5 - 4  | 12 - 10 | 100 - 91  |
| 2  | 11   | Croatie   | 2 - 1 | 5 - 4  | 11 - 10 | 97 - 98   |
| 3  | 21   | Pologne   | 1 - 2 | 4 - 5  | 10 - 13 | 101 - 111 |
| 4  | 4    | Autriche  | 1 - 2 | 4 - 5  | 12 - 12 | 120 - 118 |

|  | Équipe 1  | Score | Équipe 2 |  |
|  | Argentine | 2 – 1 | Pologne  |  |

| Ordre des matchs | Joueurs                          | Points au premier set | Points au second set | Points au troisième set |
| ---------------- | -------------------------------- | --------------------- | -------------------- | ----------------------- |
| 1                | Guido Pella                      | 6                     | 2                    | 6                       |
| 1                | Kamil Majchrzak                  | 2                     | 6                    | 2                       |
|                  |                                  |                       |                      |                         |
| 2                | Diego Schwartzman                | 6                     | 2                    | 3                       |
| 2                | Hubert Hurkacz                   | 4                     | 6                    | 6                       |
|                  |                                  |                       |                      |                         |
| 3                | Máximo González - Andrés Molteni | 6                     | 6                    |                         |
| 3                | Hubert Hurkacz - Łukasz Kubot    | 2                     | 4                    |                         |

|  | Équipe 1 | Score | Équipe 2 |  |
|  | Autriche | 0 – 3 | Croatie  |  |

| Ordre des matchs | Joueurs                       | Points au premier set | Points au second set | Points au troisième set |
| ---------------- | ----------------------------- | --------------------- | -------------------- | ----------------------- |
| 1                | Dennis Novak                  | 7                     | 4                    | 4                       |
| 1                | Marin Čilić                   | 64                    | 6                    | 6                       |
|                  |                               |                       |                      |                         |
| 2                | Dominic Thiem                 | 64                    | 6                    | 3                       |
| 2                | Borna Ćorić                   | 7                     | 2                    | 6                       |
|                  |                               |                       |                      |                         |
| 3                | Oliver Marach - Jürgen Melzer | 64                    | 2                    |                         |
| 3                | Ivan Dodig - Nikola Mektić    | 7                     | 6                    |                         |

|  | Équipe 1 | Score | Équipe 2 |  |
|  | Croatie  | 2 – 1 | Pologne  |  |

| Ordre des matchs | Joueurs                       | Points au premier set | Points au second set | Points au troisième set |
| ---------------- | ----------------------------- | --------------------- | -------------------- | ----------------------- |
| 1                | Marin Čilić                   | 7                     | 6                    |                         |
| 1                | Kacper Zuk                    | 68                    | 4                    |                         |
|                  |                               |                       |                      |                         |
| 2                | Borna Ćorić                   | 2                     | 2                    |                         |
| 2                | Hubert Hurkacz                | 6                     | 6                    |                         |
|                  |                               |                       |                      |                         |
| 3                | Ivan Dodig - Nikola Mektić    | 6                     | 6                    |                         |
| 3                | Hubert Hurkacz - Łukasz Kubot | 2                     | 1                    |                         |

|  | Équipe 1 | Score | Équipe 2  |  |
|  | Autriche | 3 – 0 | Argentine |  |

| Ordre des matchs | Joueurs                          | Points au premier set | Points au second set | Points au troisième set |
| ---------------- | -------------------------------- | --------------------- | -------------------- | ----------------------- |
| 1                | Dennis Novak                     | 0                     | 6                    | 6                       |
| 1                | Guido Pella                      | 6                     | 4                    | 4                       |
|                  |                                  |                       |                      |                         |
| 2                | Dominic Thiem                    | 6                     | 7                    |                         |
| 2                | Diego Schwartzman                | 3                     | 63                   |                         |
|                  |                                  |                       |                      |                         |
| 3                | Oliver Marach - Jürgen Melzer    | 6                     | 6                    |                         |
| 3                | Máximo González - Andrés Molteni | 1                     | 4                    |                         |

|  | Équipe 1 | Score | Équipe 2 |  |
|  | Autriche | 1 – 2 | Pologne  |  |

| Ordre des matchs | Joueurs                       | Points au premier set | Points au second set | Points au troisième set |
| ---------------- | ----------------------------- | --------------------- | -------------------- | ----------------------- |
| 1                | Dennis Novak                  | 7                     | 63                   | 3                       |
| 1                | Kacper Zuk                    | 5                     | 7                    | 6                       |
|                  |                               |                       |                      |                         |
| 2                | Dominic Thiem                 | 6                     | 4                    | 65                      |
| 2                | Hubert Hurkacz                | 3                     | 6                    | 7                       |
|                  |                               |                       |                      |                         |
| 3                | Oliver Marach - Jürgen Melzer | 63                    | 6                    | [11]                    |
| 3                | Hubert Hurkacz - Łukasz Kubot | 7                     | 3                    | [9]                     |

|  | Équipe 1 | Score | Équipe 2  |  |
|  | Croatie  | 0 – 3 | Argentine |  |

| Ordre des matchs | Joueurs                          | Points au premier set | Points au second set | Points au troisième set |
| ---------------- | -------------------------------- | --------------------- | -------------------- | ----------------------- |
| 1                | Marin Čilić                      | 61                    | 3                    |                         |
| 1                | Guido Pella                      | 7                     | 6                    |                         |
|                  |                                  |                       |                      |                         |
| 2                | Borna Ćorić                      | 2                     | 2                    |                         |
| 2                | Diego Schwartzman                | 6                     | 6                    |                         |
|                  |                                  |                       |                      |                         |
| 3                | Ivan Dodig - Nikola Mektić       | 6                     | 3                    | [2]                     |
| 3                | Máximo González - Andrés Molteni | 3                     | 6                    | [10]                    |

| N° | Rang | Pays      | V - D | Matchs | Sets   | Jeux      |
| -- | ---- | --------- | ----- | ------ | ------ | --------- |
| 1  | 18   | Australie | 3 - 0 | 9 - 0  | 18 - 5 | 132 - 101 |
| 2  | 16   | Canada    | 2 - 1 | 5 - 4  | 12 - 8 | 99 - 87   |
| 3  | 5    | Allemagne | 1 - 2 | 3 - 6  | 7 - 13 | 83 - 98   |
| 4  | 6    | Grèce     | 0 - 3 | 1 - 8  | 5 - 16 | 86 - 114  |

|  | Équipe 1 | Score | Équipe 2 |  |
|  | Grèce    | 0 – 3 | Canada   |  |

| Ordre des matchs | Joueurs                                  | Points au premier set | Points au second set | Points au troisième set |
| ---------------- | ---------------------------------------- | --------------------- | -------------------- | ----------------------- |
| 1                | Michail Pervolarakis                     | 1                     | 3                    |                         |
| 1                | Félix Auger-Aliassime                    | 6                     | 6                    |                         |
|                  |                                          |                       |                      |                         |
| 2                | Stéfanos Tsitsipás                       | 6                     | 64                   |                         |
| 2                | Denis Shapovalov                         | 7                     | 7                    |                         |
|                  |                                          |                       |                      |                         |
| 3                | Michail Pervolarakis - Petros Tsitsipás  | 2                     | 3                    |                         |
| 3                | Félix Auger-Aliassime - Denis Shapovalov | 6                     | 6                    |                         |

|  | Équipe 1  | Score | Équipe 2  |  |
|  | Allemagne | 0 – 3 | Australie |  |

| Ordre des matchs | Joueurs                       | Points au premier set | Points au second set | Points au troisième set |
| ---------------- | ----------------------------- | --------------------- | -------------------- | ----------------------- |
| 1                | Jan-Lennard Struff            | 4                     | 64                   |                         |
| 1                | Nick Kyrgios                  | 6                     | 7                    |                         |
|                  |                               |                       |                      |                         |
| 2                | Alexander Zverev              | 6                     | 63                   | 2                       |
| 2                | Alex De Minaur                | 4                     | 7                    | 6                       |
|                  |                               |                       |                      |                         |
| 3                | Kevin Krawietz - Andreas Mies | 3                     | 4                    |                         |
| 3                | Chris Guccione - John Peers   | 6                     | 6                    |                         |

|  | Équipe 1 | Score | Équipe 2  |  |
|  | Canada   | 0 – 3 | Australie |  |

| Ordre des matchs | Joueurs                                | Points au premier set | Points au second set | Points au troisième set |
| ---------------- | -------------------------------------- | --------------------- | -------------------- | ----------------------- |
| 1                | Félix Auger-Aliassime                  | 4                     | 2                    |                         |
| 1                | John Millman                           | 6                     | 6                    |                         |
|                  |                                        |                       |                      |                         |
| 2                | Denis Shapovalov                       | 7                     | 4                    | 2                       |
| 2                | Alex De Minaur                         | 6                     | 6                    | 6                       |
|                  |                                        |                       |                      |                         |
| 3                | Félix Auger-Aliassime - Adil Shamasdin | 6                     | 63                   | [8]                     |
| 3                | Chris Guccione - John Peers            | 3                     | 7                    | [10]                    |

|  | Équipe 1  | Score | Équipe 2 |  |
|  | Allemagne | 2 – 1 | Grèce    |  |

| Ordre des matchs | Joueurs                                   | Points au premier set | Points au second set | Points au troisième set |
| ---------------- | ----------------------------------------- | --------------------- | -------------------- | ----------------------- |
| 1                | Jan-Lennard Struff                        | 6                     | 6                    |                         |
| 1                | Michail Pervolarakis                      | 4                     | 1                    |                         |
|                  |                                           |                       |                      |                         |
| 2                | Alexander Zverev                          | 1                     | 4                    |                         |
| 2                | Stéfanos Tsitsipás                        | 6                     | 6                    |                         |
|                  |                                           |                       |                      |                         |
| 3                | Kevin Krawietz - Andreas Mies             | 3                     | 6                    | [17]                    |
| 3                | Michail Pervolarakis - Stéfanos Tsitsipás | 6                     | 3                    | [15]                    |

|  | Équipe 1  | Score | Équipe 2 |  |
|  | Allemagne | 1 – 2 | Canada   |  |

| Ordre des matchs | Joueurs                                  | Points au premier set | Points au second set | Points au troisième set |
| ---------------- | ---------------------------------------- | --------------------- | -------------------- | ----------------------- |
| 1                | Jan-Lennard Struff                       | 6                     | 6                    |                         |
| 1                | Félix Auger-Aliassime                    | 1                     | 4                    |                         |
|                  |                                          |                       |                      |                         |
| 2                | Alexander Zverev                         | 2                     | 2                    |                         |
| 2                | Denis Shapovalov                         | 6                     | 6                    |                         |
|                  |                                          |                       |                      |                         |
| 3                | Kevin Krawietz - Andreas Mies            | 3                     | 64                   |                         |
| 3                | Félix Auger-Aliassime - Denis Shapovalov | 6                     | 7                    |                         |

|  | Équipe 1 | Score | Équipe 2  |  |
|  | Grèce    | 0 – 3 | Australie |  |

| Ordre des matchs | Joueurs                               | Points au premier set | Points au second set | Points au troisième set |
| ---------------- | ------------------------------------- | --------------------- | -------------------- | ----------------------- |
| 1                | Michail Pervolarakis                  | 6                     | 1                    | 61                      |
| 1                | John Millman                          | 4                     | 6                    | 7                       |
|                  |                                       |                       |                      |                         |
| 2                | Stéfanos Tsitsipás                    | 67                    | 7                    | 65                      |
| 2                | Nick Kyrgios                          | 7                     | 63                   | 7                       |
|                  |                                       |                       |                      |                         |
| 3                | Markos Kalovelonis - Petros Tsitsipás | 3                     | 4                    |                         |
| 3                | Chris Guccione - John Peers           | 6                     | 6                    |                         |

## Phase finale
|  | Quarts de finale Ken Rosewall Arena - Sydney 9 - 10 janvier 2020 | Quarts de finale Ken Rosewall Arena - Sydney 9 - 10 janvier 2020 |           |   | Demi-finales Ken Rosewall Arena - Sydney 11 janvier 2020 | Demi-finales Ken Rosewall Arena - Sydney 11 janvier 2020 |  |  | Finale Ken Rosewall Arena - Sydney 12 janvier 2020 | Finale Ken Rosewall Arena - Sydney 12 janvier 2020 |
|  | Quarts de finale Ken Rosewall Arena - Sydney 9 - 10 janvier 2020 | Quarts de finale Ken Rosewall Arena - Sydney 9 - 10 janvier 2020 |           |   | Demi-finales Ken Rosewall Arena - Sydney 11 janvier 2020 | Demi-finales Ken Rosewall Arena - Sydney 11 janvier 2020 |  |  | Finale Ken Rosewall Arena - Sydney 12 janvier 2020 | Finale Ken Rosewall Arena - Sydney 12 janvier 2020 |
|  |                                                                  |                                                                  |           |   |                                                          |                                                          |  |  |                                                    |                                                    |
|  |                                                                  |                                                                  |           |   |                                                          |                                                          |  |  |                                                    |                                                    |
|  |                                                                  |                                                                  |           |   |                                                          |                                                          |  |  |                                                    |                                                    |
|  | Serbie                                                           | 3                                                                |           |   |                                                          |                                                          |  |  |                                                    |                                                    |
|  | Serbie                                                           | 3                                                                |           |   |                                                          |                                                          |  |  |                                                    |                                                    |
|  | Canada                                                           | 0                                                                |           |   |                                                          |                                                          |  |  |                                                    |                                                    |
|  | Canada                                                           | 0                                                                | Serbie    | 3 |                                                          |                                                          |  |  |                                                    |                                                    |
|  |                                                                  |                                                                  | Serbie    | 3 |                                                          |                                                          |  |  |                                                    |                                                    |
|  |                                                                  | Russie                                                           | 0         |   |                                                          |                                                          |  |  |                                                    |                                                    |
|  | Russie                                                           | Russie                                                           | 0         | 3 |                                                          |                                                          |  |  |                                                    |                                                    |
|  | Russie                                                           |                                                                  |           | 3 |                                                          |                                                          |  |  |                                                    |                                                    |
|  | Argentine                                                        | 0                                                                |           |   |                                                          |                                                          |  |  |                                                    |                                                    |
|  | Argentine                                                        | 0                                                                | Serbie    | 2 |                                                          |                                                          |  |  |                                                    |                                                    |
|  |                                                                  |                                                                  | Serbie    | 2 |                                                          |                                                          |  |  |                                                    |                                                    |
|  |                                                                  | Espagne                                                          | 1         |   |                                                          |                                                          |  |  |                                                    |                                                    |
|  | Royaume-Uni                                                      | Espagne                                                          | 1         | 1 |                                                          |                                                          |  |  |                                                    |                                                    |
|  | Royaume-Uni                                                      |                                                                  |           | 1 |                                                          |                                                          |  |  |                                                    |                                                    |
|  | Australie                                                        | 2                                                                |           |   |                                                          |                                                          |  |  |                                                    |                                                    |
|  | Australie                                                        | 2                                                                | Australie | 0 |                                                          |                                                          |  |  |                                                    |                                                    |
|  |                                                                  |                                                                  | Australie | 0 |                                                          |                                                          |  |  |                                                    |                                                    |
|  |                                                                  | Espagne                                                          | 3         |   |                                                          |                                                          |  |  |                                                    |                                                    |
|  | Belgique                                                         | Espagne                                                          | 3         | 1 |                                                          |                                                          |  |  |                                                    |                                                    |
|  | Belgique                                                         |                                                                  |           | 1 |                                                          |                                                          |  |  |                                                    |                                                    |
|  | Espagne                                                          | 2                                                                |           |   |                                                          |                                                          |  |  |                                                    |                                                    |
|  | Espagne                                                          | 2                                                                |           |   |                                                          |                                                          |  |  |                                                    |                                                    |

### Quarts de finale
|  | Équipe 1 | Score | Équipe 2 |  |
|  | Serbie   | 3 – 0 | Canada   |  |

| Ordre des matchs | Joueurs                         | Points au premier set | Points au second set | Points au troisième set |
| ---------------- | ------------------------------- | --------------------- | -------------------- | ----------------------- |
| 1                | Dušan Lajović                   | 6                     | 6                    |                         |
| 1                | Félix Auger-Aliassime           | 4                     | 2                    |                         |
|                  |                                 |                       |                      |                         |
| 2                | Novak Djokovic                  | 4                     | 6                    | 7                       |
| 2                | Denis Shapovalov                | 6                     | 1                    | 64                      |
|                  |                                 |                       |                      |                         |
| 3                | Nikola Čačić - Viktor Troicki   | 6                     | 6                    |                         |
| 3                | Peter Polansky - Adil Shamasdin | 3                     | 2                    |                         |

|  | Équipe 1 | Score | Équipe 2  |  |
|  | Russie   | 3 – 0 | Argentine |  |

| Ordre des matchs | Joueurs                                   | Points au premier set | Points au second set | Points au troisième set |
| ---------------- | ----------------------------------------- | --------------------- | -------------------- | ----------------------- |
| 1                | Karen Khachanov                           | 6                     | 7                    |                         |
| 1                | Guido Pella                               | 2                     | 64                   |                         |
|                  |                                           |                       |                      |                         |
| 2                | Daniil Medvedev                           | 6                     | 4                    | 6                       |
| 2                | Diego Schwartzman                         | 4                     | 6                    | 3                       |
|                  |                                           |                       |                      |                         |
| 3                | Teymuraz Gabashvili - Konstantin Kravchuk | 7                     | 6                    |                         |
| 3                | Máximo González - Andrés Molteni          | 65                    | 4                    |                         |

|  | Équipe 1    | Score | Équipe 2  |  |
|  | Royaume-Uni | 1 – 2 | Australie |  |

| Ordre des matchs | Joueurs                       | Points au premier set | Points au second set | Points au troisième set |
| ---------------- | ----------------------------- | --------------------- | -------------------- | ----------------------- |
| 1                | Cameron Norrie                | 2                     | 2                    |                         |
| 1                | Nick Kyrgios                  | 6                     | 6                    |                         |
|                  |                               |                       |                      |                         |
| 2                | Daniel Evans                  | 7                     | 4                    | 7                       |
| 2                | Alex De Minaur                | 64                    | 6                    | 62                      |
|                  |                               |                       |                      |                         |
| 3                | Jamie Murray - Joe Salisbury  | 6                     | 3                    | [16]                    |
| 3                | Alex De Minaur - Nick Kyrgios | 3                     | 6                    | [18]                    |

|  | Équipe 1 | Score | Équipe 2 |  |
|  | Belgique | 1 – 2 | Espagne  |  |

| Ordre des matchs | Joueurs                            | Points au premier set | Points au second set | Points au troisième set |
| ---------------- | ---------------------------------- | --------------------- | -------------------- | ----------------------- |
| 1                | Kimmer Coppejans                   | 1                     | 4                    |                         |
| 1                | Roberto Bautista-Agut              | 6                     | 6                    |                         |
|                  |                                    |                       |                      |                         |
| 2                | David Goffin                       | 6                     | 7                    |                         |
| 2                | Rafael Nadal                       | 4                     | 63                   |                         |
|                  |                                    |                       |                      |                         |
| 3                | Sander Gillé - Joran Vliegen       | 7                     | 5                    | [7]                     |
| 3                | Pablo Carreño Busta - Rafael Nadal | 67                    | 7                    | [10]                    |

### Demi-finales
|  | Équipe 1 | Score | Équipe 2 |  |
|  | Serbie   | 3 – 0 | Russie   |  |

| Ordre des matchs | Joueurs                                   | Points au premier set | Points au second set | Points au troisième set |
| ---------------- | ----------------------------------------- | --------------------- | -------------------- | ----------------------- |
| 1                | Dušan Lajović                             | 7                     | 7                    |                         |
| 1                | Karen Khachanov                           | 5                     | 61                   |                         |
|                  |                                           |                       |                      |                         |
| 2                | Novak Djokovic                            | 6                     | 5                    | 6                       |
| 2                | Daniil Medvedev                           | 1                     | 7                    | 4                       |
|                  |                                           |                       |                      |                         |
| 3                | Nikola Čačić - Viktor Troicki             | 6                     | 7                    |                         |
| 3                | Teymuraz Gabashvili - Konstantin Kravchuk | 4                     | 67                   |                         |

|  | Équipe 1  | Score | Équipe 2 |  |
|  | Australie | 0 – 3 | Espagne  |  |

| Ordre des matchs | Joueurs                               | Points au premier set | Points au second set | Points au troisième set |
| ---------------- | ------------------------------------- | --------------------- | -------------------- | ----------------------- |
| 1                | Nick Kyrgios                          | 1                     | 4                    |                         |
| 1                | Roberto Bautista-Agut                 | 6                     | 6                    |                         |
|                  |                                       |                       |                      |                         |
| 2                | Alex De Minaur                        | 6                     | 5                    | 1                       |
| 2                | Rafael Nadal                          | 4                     | 7                    | 6                       |
|                  |                                       |                       |                      |                         |
| 3                | Chris Guccione - John Peers           | 2                     | 7                    | [4]                     |
| 3                | Pablo Carreño Busta - Feliciano López | 6                     | 6                    | [10]                    |

### Finale
|  | Équipe 1 | Score | Équipe 2 |  |
|  | Serbie   | 2 – 1 | Espagne  |  |